# حزب الإصلاح الإستوني
حزب الإصلاح الإستوني (بالإستونية:Eesti Reformierakond) هو حزب ليبيرالي أستوني تأسس في 13 نوفمبر 1994 من طرف الرئيس السابق للمصرف المركزي سيم كالاس. والحزب هو عضو الليبرالية الدولية وحزب تحالف الليبراليون والديمقراطيون من أجل أوروبا.

## الانتخابات البرلمانية 2023
فاز الحزب في الانتخابات البرلمانية لعام 2023 بحصوله على 37 مقعدًا، بينما احتل حزب الشعب المحافظ (EKRE) المرتبة الثانية بـ 17 مقعدًا. وحصل حزب الوسط على 16 مقعدًا، بخسارة 10 مقاعد عن الانتخابات السابقة، بينما حصل حزب إستونيا 200 على 14 مقعدًا. كانت هذه أول انتخابات جرى فيها الإدلاء بأكثر من نصف الأصوات إلكترونيًا في إستونيا.

## وصلات خارجية
- موقع الحزب الرسمي